# مشکل‌گزمه
مشکل‌گزمه (به ترکی آذربایجانی: Müşkülqazma) یک منطقهٔ مسکونی در جمهوری آذربایجان است که در شهرستان سیاه‌زن واقع شده‌است.